# Bayeux-i kárpit
A bayeux-i falikárpit (ejtsd: bajői) egy hosszú, hímzett falikárpit, amely képregényszerűen, hímzett, színes képekben meséli el a hastingsi csatát, Anglia 1066-os, normannok általi elfoglalását.
Dél-Angliában 1070 körül, de legkésőbb 1082-ben készült, szélessége 48 és 53 cm között változik, hosszúsága 69,55 m. Gyapjúfonallal, öt szín nyolc árnyalatával hímezték ki száröltéssel és lapos hímzéssel. Eredetileg 70 m fölött volt a hosszúsága, de egy része elveszett. Feltételezik, hogy a hiányzó rész Hódító Vilmos királlyá koronázását ábrázolta. A szőnyeg elkészítése valószínűleg 10 évig tartott. 

## Történelmi háttér

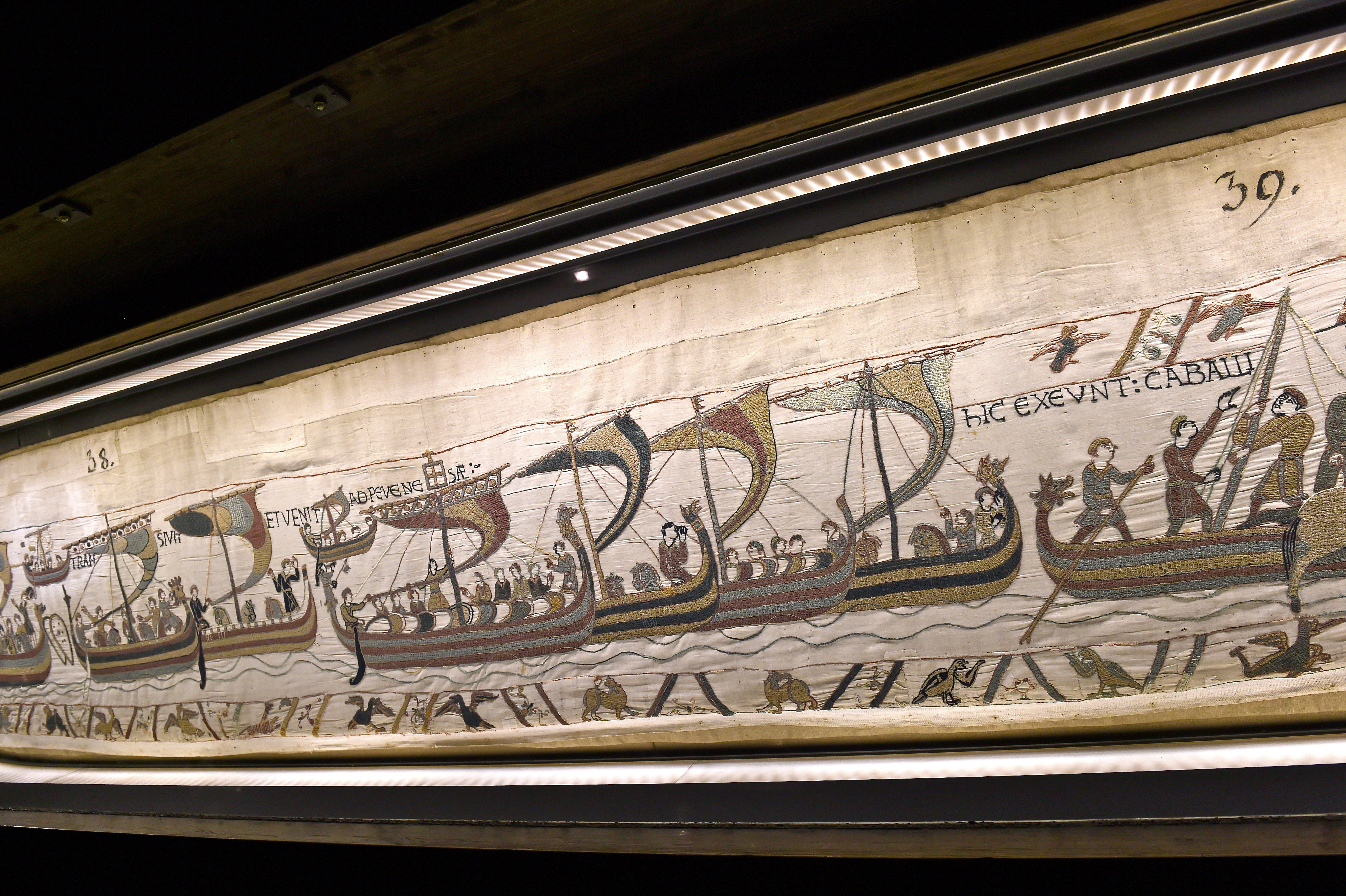
A Normann flotta a falikárpiton

...Szent Mihály előestéjén Normandiából Pevensey-be érkezett Vilmos gróf, és miután emberei kipihenték magukat, Hastingsnál erősséget emeltetett velük. Harold király, ezt meghallván, nagy sereget gyűjtött, és szembeszállt Vilmossal a vén almafánál Vilmos azonban nekirontott, mielőtt seregét csatarendbe állíthatta volna. A király még így is bátran harcolt hűséges embereivel együtt, és mindkét oldalon sokan elestek. Elesett ott Harold király, az öccsei Leofwine eorl és Gyrth eorl megannyi jó emberrel együtt, és a franciáké maradt a csatatér, mivel az angolok bűnei miatt Isten ezt megadta nekik

## A kárpit képei
Az alkotók közel 75 különálló jelenetben képregényszerűen jelenítették meg az 1064 és 1066 közötti évek történéseit: beszámoltak Hódító Vilmos bretagne-i hadjáratáról, a Hódító Vilmos és Hitvalló Edward közötti szövetségről, Harold hitszegéséről, a hadi előkészületekről, a Csatornán való átkelésről és a hastingsi csata lefolyásáról. A szőnyegen bemutatott eseménysor a tényleges történéseket szelektálva, néha több hónapos ugrásokkal ábrázolja összeválogatva, hiszen minden nem férhetett rá a drapériára. Az események ábrázolása erősen propagandisztikus jellegű, a normannok szemszögéből mutatja be a történteket: előszeretettel és nagy gondossággal ábrázolták a normannok katonai felszerelését, a hajók készítését éppen úgy, mint a korabeli földművelést. A fő sávot mind a négy oldalán szegélydísz kíséri, amelyet alul és felül állatfigurákkal, fantasztikus lényekkel, mindennapi jelenetekkel népesítettek be.

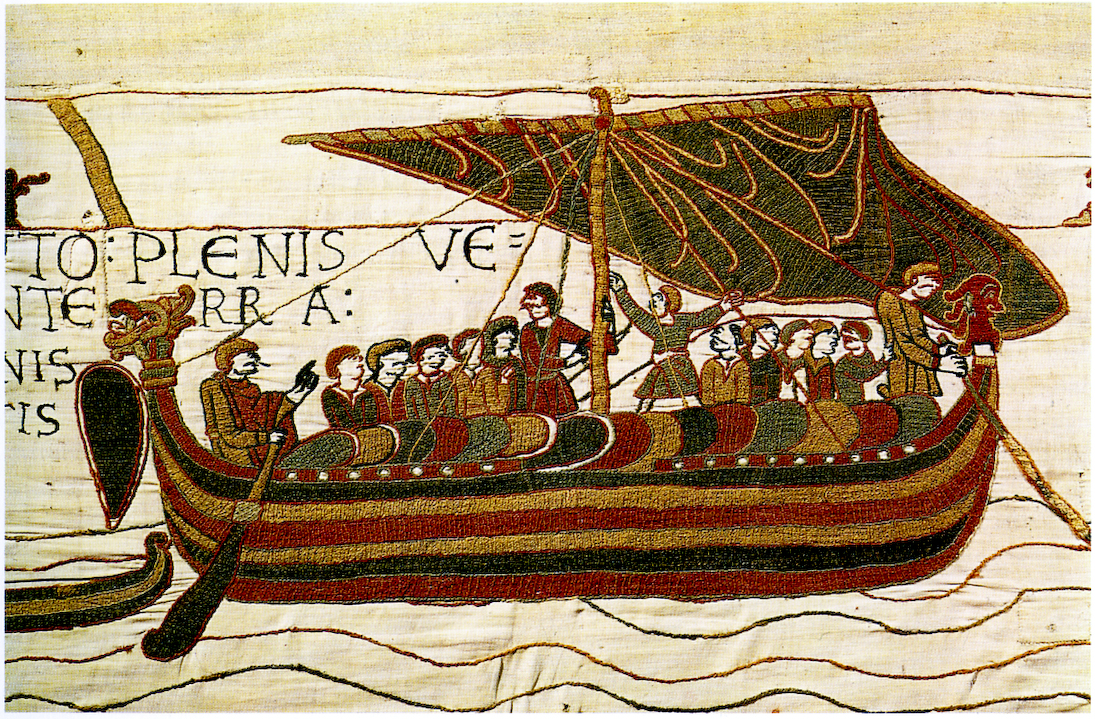
Normann hajó ábrázolása a falikárpiton

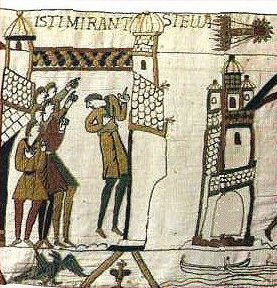
A Halley-üstökös ábrázolása

A szőnyegen a jelenetek 626 emberi alak, 202 ló, 55 kutya, 505 egyéb állat, 49 fa, 37 épület és 41 hajó ábrázolásával a középkori képnyelvre jellemző sztereotipizált gesztusok, testhelyzetek, méretarányok alapján készültek. A képek pontos képet adnak az udvari szokásokról, a várak berendezéseiről, az angol és normann harcosok korabeli felszereléséről, akik közül sokan viselték a térdig érő sodronyinget és az orrot védő sisakot, a normann pajzsot. A szőnyegen számos más érdekes jelenet is látható, például itt találták meg a Halley-üstökös első ismert ábrázolását, amely abban az időben ért a legközelebb a Naphoz. A részletgazdagság, a valósághűségre törő igyekezet a mű epikus jellegét hangsúlyozza. A képeket latin nyelvű feliratsor egészíti ki.

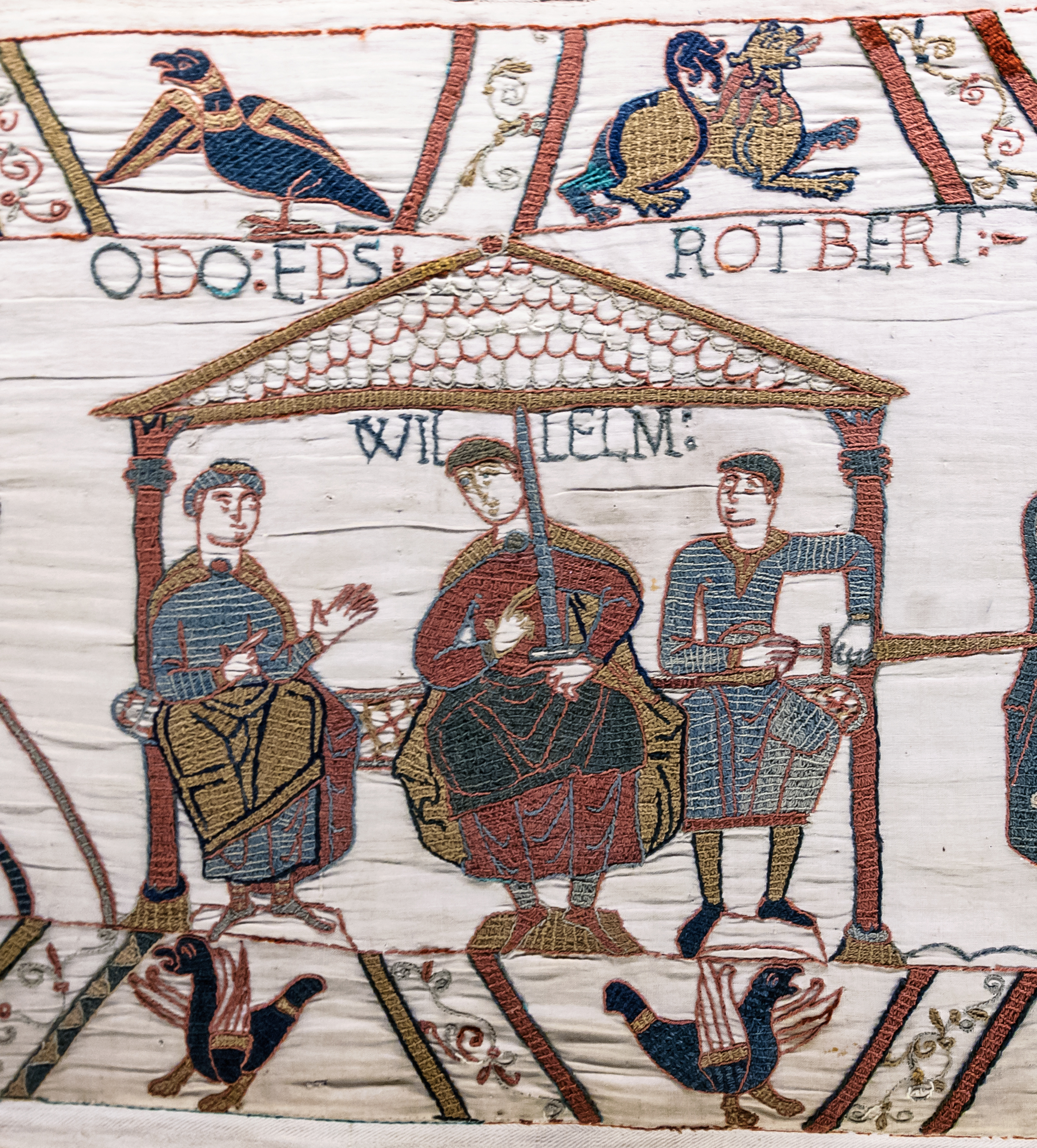
Hódító Vilmos két testvérével, Odo bayeux-i püspökkel és Roberttel

A tudósok bizonytalanok a szőnyeg keletkezésének körülményeit illetően, nem tudják, mikor, kinek a számára és hol készült. A legvalószínűbb feltételezés szerint a Canterburyben készült munkát Odo, Bayeux püspöke, Hódító Vilmos féltestvére rendelte meg lehetséges engesztelési ajándékként, miután ismeretlen okokból kiesett fivére kegyeiből. Annyi bizonyos, hogy Odo alakja meghatározóan sokat szerepel a jelenetekben, amint testvéreivel tárgyal, és amint a harcban bizonyítja bátorságát. Öltözéke más színű, mint a normann harcosoké – amiből arra következtetnek, hogy nem sodronyinget, hanem bőrruházatot viselt –, kezében pedig nem kardot forgatott, hanem egy óriási buzogányt, ugyanis mint pap, nem onthatott pengével vért. A bretagne-i hadjárat ábrázolása is a püspök közreműködését bizonyítja, hiszen Odo fennhatósága kiterjedt breton területekre is.
A késő középkorból már vannak bizonyítékok arra, hogy a szőnyeg a bayeux-i Notre-Dame-székesegyház templomhajójában volt körben felaggatva. Első említése 1476-ból származik, de a kutatók ma sem tudják biztosan, hogyan került oda. A faliszőnyeg ma a bayeux-i városi múzeumban található, a székesegyházban a másolata tekinthető meg.

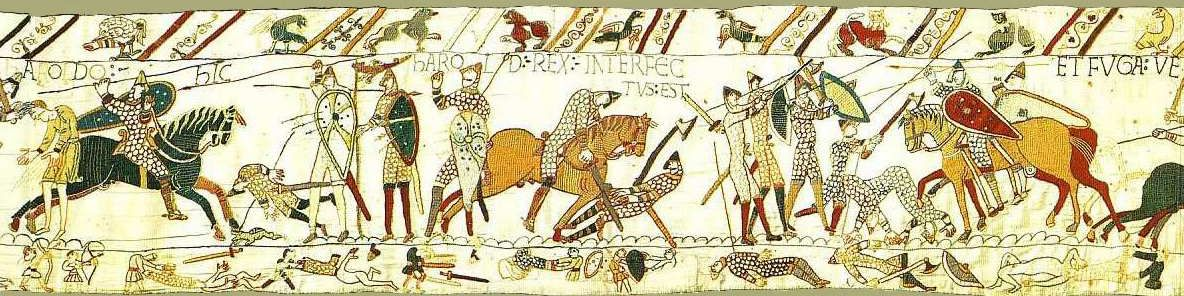
II. Harold angol király elesik a hastingsi csatában